# (10820) Offenbach
(10820) Offenbach est un astéroïde de la ceinture principale.

## Description
(10820) Offenbach est un astéroïde de la ceinture principale. Il fut découvert par Eric Walter Elst le 18 avril 1993 à Caussols. Il présente une orbite caractérisée par un demi-grand axe de 2,37 UA, une excentricité de 0,199 et une inclinaison de 6,3° par rapport à l'écliptique.
Il fut nommé en hommage à Jacques Offenbach (1819-1880), compositeur franco-allemand.

## Compléments